# Chlorops oralis
Chlorops oralis är en tvåvingeart som först beskrevs av Oswald Duda 1933.  Chlorops oralis ingår i släktet Chlorops och familjen fritflugor. Inga underarter finns listade i Catalogue of Life.